# 布克斯海姆
布克斯海姆是德国巴伐利亚州的一个市镇。总面积22.53平方公里，总人口3526人，其中男性1797人，女性1729人（2011年12月31日），人口密度157人/平方公里。